# Gil Servaes
Gil Servaes (Berchem-Sainte-Agathe,  11 de Abril de 1988) é um jogador de futebol belga.